# Передерий, Вячеслав Григорьевич
Вячеслав Григорьевич Передерий (укр. В'ячеслав Григорович Пєрєдєрій; 17 февраля 1943, Симферополь) — украинский политический и врачебный деятель. Директор ГП «Украинский НИИ питания». Заведующий кафедрой факультетской терапии № 1 Национального медицинского университета имени Александра Богомольца. Научный руководитель и главный консультант украинских-немецкого гастроэнтерологического центра «BYK-Киев».

## Образование
В 1966 году окончил Крымский медицинский институт.
Доктор медицинских наук, профессор. Кандидатская диссертация «Морфологическая характеристика формирования и течения эксперимент. Инфаркта миокарда под влиянием специфических противосердечных антител» (Крымский медицинский институт). Докторская диссертация «Эффективность рибонуклеиновой кислоты при язвенных поражениях гастродуоденальной зоны» (ЦНИИ гастроэнтерологии, Москва, 1983).
Автор (соавтор) свыше 250 научных работ, в том числе 23 монографий: «Взаимодействие пищи и лекарств», «Популярная иммунология», «Иммунной статус, методы оценки и принципы медикаментозной коррекции иммунных нарушений», «Гастроэнтерология», «Язвенная болезнь или пептическая язва», «Диагностика и лечение хронического гастрита и язвенной болезни в вопросах и ответах», «Болезни поджелудочной железы», учебника «Клинические лекции по внутренним болезням» и др.

## Карьера
После института — ассистент, доцент, профессор Крымского медицинского института.
- С февраля 1986 — заведующий кафедрой факультета терапии № 1 Киевского медицинского института.
- Ноябрь 1990 — 14 октября 1994 — первый заместитель министра здравоохранения Украины[1].
- Апрель — сентябрь 2003 — заместитель государственного секретаря[2][3], сентябрь 2003 — апрель 2006 — заместитель министра здравоохранения Украины[4].

Председатель Общества терапевтов Украины (с февраля 1986).
Главный редактор научно-популярного журнала «Здоровье и питание».
Председатель комиссии фармакологического комитета министра здравоохранения Украины с гастроэнтерологических препаратов.
Член правления Всемирной гастроэнтерологической ассоциации (с 1998).

## Парламентская деятельность
Народный депутат Украины V созыва с 25 мая 2006 до 12 июня 2007 от «Блока Юлии Тимошенко», № 102 в списке. На время выборов: заместитель Министра здравоохранения Украины, беспартийный. Член фракции «Блок Юлии Тимошенко» (с мая 2006). Заместитель председателя Комитета по вопросам здравоохранения (с июля 2006). 12 июня 2007 досрочно прекратил свои полномочия во время массового сложения мандатов депутатами-оппозиционерами с целью проведения внеочередных выборов в Верховную Раду Украины.
Народный депутат Украины 6-го созыва с 23 ноября 2007 до 12 декабря 2012 от «Блока Юлии Тимошенко», № 102 в списке. На время выборов: пенсионер, беспартийный. Член фракции «Блок Юлии Тимошенко» (с ноября 2007). Первый заместитель председателя Комитета по вопросам здравоохранения (с декабря 2007).

## Награды и государственные ранги
Государственный служащий 1-го ранга (с апреля 1994).
Заслуженный деятель науки и техники Украины.
Лауреат премии имени Феофила Яновского НАНУ.